# Анидрос
А́нидрос (греч. Άνυδρος от др.-греч. ἀ- — «не, без-» + ὕδωρ — «вода»), также Аморгопу́ла (Αμοργοπούλα от Αμοργός + -πούλα — «дочь Аморгоса») — необитаемый остров в архипелаге Киклады. Расположен примерно в 10 морских милях от острова Аморгос и в 20 морских милях от острова Тира. Наивысшая точка — 176 м над уровнем моря. Административно относится к сообществу Аркесини общины Аморгос в периферийной единице Наксос в периферии Южные Эгейские острова.